# American Car and Foundry Company
ACF Industries, originariamente American Car and Foundry Company (de forma abreviada ACF), fue un fabricante estadounidense de material rodante ferroviario. Una de sus filiales fue entre 1925 y 1954 fabricante de autocares y trolebuses, primero bajo la marca ACF y más tarde como ACF-Brill. Actualmente la empresa lleva el nombre de ACF Industries LLC y tiene su sede en St. Charles (Misuri). Es propiedad del inversor Carl Icahn.

## Historia
American Car and Foundry Company se constituyó en Nueva Jersey en 1899 mediante la fusión (llevada a cabo por Charles Lang Freer) de trece pequeños fabricantes de vehículos ferroviarios:
| Empresa                                   | Fundación | Ubicación                        |
| ----------------------------------------- | --------- | -------------------------------- |
| Buffalo Car Manufacturing Company         | 1872      | Búfalo (Nueva York)              |
| Ensign Manufacturing Company              | 1872      | Huntington (Virginia Occidental) |
| Jackson and Woodin Manufacturing Company  | 1840      | Berwick (Pensilvania)            |
| Michigan-Peninsular Car Company           | 1892      | Detroit (Michigan)               |
| Minerva Car Works                         | 1882      | Minerva (Ohio)                   |
| Missouri Car and Foundry Company          | 1865      | San Luis (Misuri)                |
| Murray, Dougal and Company                | 1864      | Milton (Pensilvania)             |
| Niagara Car Wheel Company                 | 1890      | Búfalo (Nueva York)              |
| Ohio Falls Car Company                    | 1876      | Jeffersonville (Indiana)         |
| St. Charles Car Company                   | 1873      | St. Charles (Misuri)             |
| Terre Haute Car and Manufacturing Company | 1867      | Terre Haute (Indiana)            |
| Union Car Company                         | 1893      | Depew (Nueva York)               |
| Wells and French Company                  | 1869      | Chicago (Illinois)               |

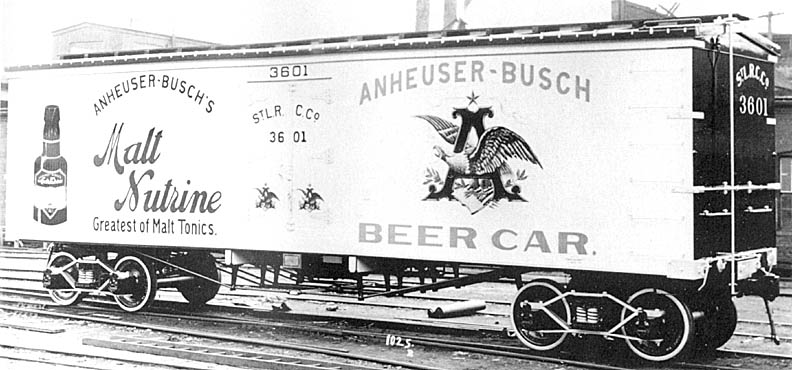
Vagón refrigerado de ACF (1911)

El mismo año, la compañía adquirió la empresa Bloomsburg Car Manufacturing Company de Bloomsburg (Pensilvania). Los pedidos de vagones empezaron casi inmediatamente, con varios centenares de unidades ya en el primer año de vida de la compañía. Dos años más tarde ACF adquirió las empresas Jackson and Sharp Company (fundada en 1863 en Wilmington, Delaware) y Common Sense Bolster Company de Chicago (Illinois). La empresa resultante llevó entonces a cabo una fuerte inversión de tres millones de dólares en la planta de Berwick (Pensilvania), que había pertenecido a Jackson and Woodin Manufacturing Company. Fue en esta planta donde ACF construyó en 1904 el primer coche de pasajeros del mundo íntegramente fabricado en acero. Este coche fue producido para la red de Interborough Rapid Transit en la ciudad de Nueva York, y sería la primera de 300 unidades de este tipo encargadas para operar dicha red.
En 1904 y 1905 ACF construyó varias unidades motorizadas y material remolcado para el Metro de Londres. En estos dos años ACF además adquirió las empresas Southern Car and Foundry (fundada en 1899 en Memphis, Tennessee), Indianapolis Car and Foundry (1895) e Indianapolis Car Company (1899).
En 1916, William H. Woodin, que había sido presidente de la Jackson and Woodin Manufacturing Company, fue ascendido a presidente de ACF. Años más tarde, durante la presidencia de Franklin D. Roosevelt, Woodin se convertiría en Secretario del Tesoro.
Durante la Primera Guerra Mundial ACF produjo afustes para unidades de artillería, munición, cazasubmarinos y otros barcos, material ferroviario remolcado y otros suministros en apoyo de los aliados. En la Segunda Guerra Mundial ACF ocupó el puesto 36 entre todas las empresas estadounidenses por el importe de los contratos de suministros.

## Producción

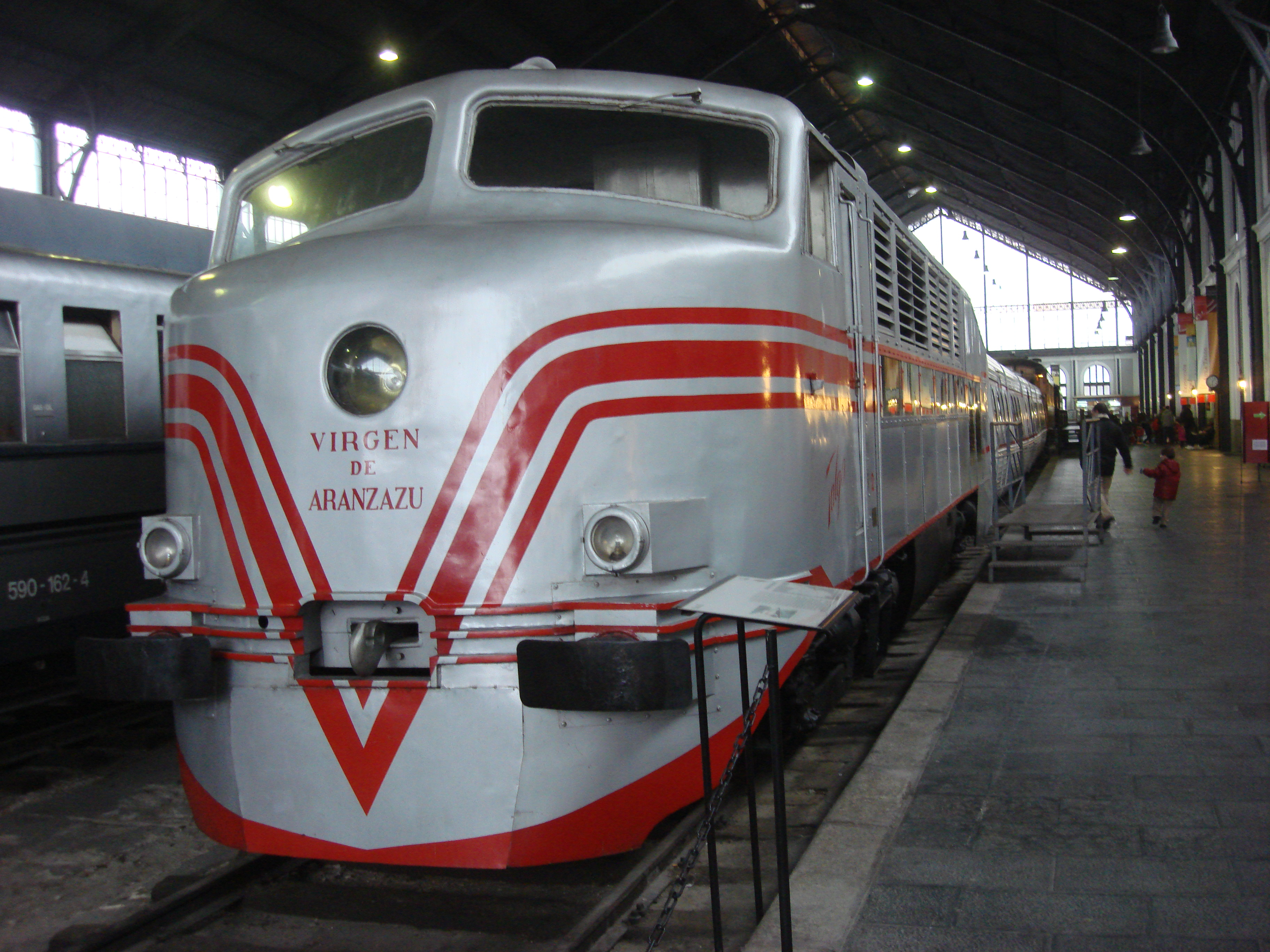
Locomotora diésel construida para el tren Talgo II, conservada en el Museo del Ferrocarril de Madrid.

En el pasado ACF también construyó vagones tolva cubiertos para el transporte de maíz y otros cereales. Uno de los principales clientes de la empresa fue Union Pacific, cuyos coches ligeros para viajeros, diseñados en acero al carbono y con un distintivo color amarillo, fueron mayoritariamente fabricados por ACF. El famoso vagón "Native Son", provisto de una cúpula de observación, era un producto de ACF.
Otro producto ferroviario importante de ACF fueron los coches de pasajeros del Missouri River "Eagle", un tren aerodinámico de Missouri Pacific, puesto en servicio en marzo de 1940. Este tren, en su configuración original, constaba de seis unidades: un furgón para equipajes, otro para correo, dos coches de pasajeros, un coche restaurante y finalmente el coche de observación. Todo el equipamiento para pasajeros fue obra del diseñador industrial Raymond Loewy.

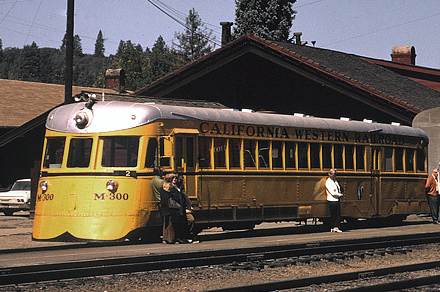
Coche M-300, construido en 1935, en la línea California Western Railroad en 1970

La planta de Milton (Pensilvania) tenía conexión a la red de Norfolk Southern Railway y era capaz de producir vagones con todos sus accesorios. Estas instalaciones podían producir tanques a presión para propano, gas licuado del petróleo y todos los componentes correspondientes, incluidos los cabezales. La planta, con una superficie de 20 hectáreas, ofrecía unos 50 000 metros cuadrados de área de trabajo cubierta y 11 kilómetros de vías para almacenamiento. Las instalaciones cesaron su producción en 2019. En cuanto a la planta de producción de Huntington (Virginia Occidental), dejó de funcionar a finales de 2009 y fue demolida en 2021.
Actualmente, el mercado de coches de pasajeros en Estados Unidos presenta una producción inestable, mayoritariamente en manos de fabricantes especializados y corporaciones extranjeras. Los competidores de ACF (Budd, Pullman-Standard, Rohr Industries y St. Louis Car Company) han abandonado este mercado o han cerrado.